# Cody Gakpo
Cody Mathès Gakpo (ur. 7 maja 1999 w Eindhoven) – holenderski piłkarz pochodzenia togijskiego występujący na pozycji napastnika w angielskim klubie Liverpool oraz w reprezentacji Holandii. 
Uczestnik Mistrzostw Europy 2020 i 2024 oraz Mistrzostw Świata 2022.

## Kariera klubowa
W czasach juniorskich trenował w EVV Eindhoven AV (do 2007 roku) i PSV Eindhoven (2007–2018). W 2018 roku dołączył do drugiego zespołu PSV, dwa lata później trafił natomiast do pierwszej drużyny. W rozgrywkach Eredivisie zadebiutował 25 lutego 2018 w wygranym 3:1 meczu z Feyenoordem. Do gry wszedł w 92. minucie, zastępując Stevena Bergwijna. W sezonie 2017/2018 wraz z klubem zdobył mistrzostwo kraju.
28 grudnia 2022 ogłoszono porozumienie między PSV Eindhoven, a Liverpoolem w kwestii transferu Gakpo, który podpisał kontrakt do 30 czerwca 2028. 7 stycznia 2023 w meczu Pucharu Anglii z Wolverhampton zadebiutował w klubie. 13 lutego w meczu Premier League przeciwko Everton (2:0) strzelił premierową bramkę dla angielskiego klubu. 5 marca, w wygranym 7:0 meczu z Manchesterem United, Gakpo zdobył dwie bramki. 

## Kariera reprezentacyjna
W reprezentacji Holandii zadebiutował 21 czerwca 2021 w wygranym 3:0 meczu Mistrzostw Europy 2020 z Macedonią. Pierwszą bramkę strzelił 4 września w meczu eliminacji do Mistrzostw Świata 2022 przeciwko reprezentacji Czarnogóry (4:0).

## Statystyki kariery

### Reprezentacyjne
| Reprezentacja | Rok     | Mecze | Bramki |
| ------------- | ------- | ----- | ------ |
| Holandia      | 2021    | 4     | 1      |
| Holandia      | 2022    | 10    | 5      |
| Holandia      | 2023    | 7     | 3      |
| Holandia      | 2024    | 4     | 1      |
| Ogólnie       | Ogólnie | 25    | 10     |

## Sukcesy

### PSV Eindhoven
- Mistrzostwo Holandii: 2017/2018
- Puchar Holandii: 2021/2022
- Superpuchar Holandii: 2021, 2022

### Wyróżnienia
- Piłkarz roku w Holandii: 2021/2022[13]
- Piłkarz miesiąca Eredivisie: Wrzesień 2022[14], Październik 2022[15]
- Król strzelców Mistrzostw Europy 2024 (3 gole)[16]